# Sammy Lawhorn
Samuel David Lawhorn (Little Rock, 12 juli 1935 - Chicago, 29 april 1990) was een Amerikaanse bluesgitarist.

## Biografie
Lawhorn groeide op bij zijn grootouders, omdat zijn ouders naar Chicago waren gegaan. Zijn eerste muzikale impressies waren straatzangers en blueszangers, die optraden in Little Rock, waaronder Lightnin' Hopkins, T-Bone Walker en Lowell Fulson. Lawhorns eerste instrument was een ukelele, later een akoestische gitaar, die hij van zijn moeder en zijn stiefvader kreeg, omdat beiden de muzikale interesse van hun zoon opmerkten en ook later het geld voor een elektrische gitaar bijdroegen.
Op 15-jarige leeftijd begon zijn muzikale carrière, toen hij de mondharmonicaspeler Elmore 'Driftin' Slim' Mickle ontmoette. Sonny Boy Williamson II haalde hem in de King Biscuit Radio Show, waar hij van Houston Stackhouse de grondbeginselen van het steelgitaarspel leerde.
De jaren tussen 1953 en 1958 bracht Sammy Lawhorne door bij de United States Army. Na zijn ontslag ging hij naar Memphis, waar hij opnamen maakte met Roy Brown, Eddie Boyd, The Five Royales en de mondharmonicaspeler Willie Cobbs. Eind jaren 1950 ging hij naar Chicago, waar hij een populaire muzikant werd in het daar aanwezige clubcircuit. Zo speelde hij met de Muddy Waters band en bij opnamen van de band met Big Mama Thornton, John Lee Hooker en Otis Spann.
Lawhorn had problemen met alcohol, hetgeen zijn muziekcarrière beïnvloedde. In 1973 ontsloeg Muddy Waters hem en keerde hij terug in de clubs. Hij was ook te horen op plaatopnamen, zoals Take Me Back van James Cotton en On Tap van Junior Wells. Het jarenlange alcoholmisbruik ruïneerde zijn gezondheid en de nawerkingen van een inbraak, waarbij hij uit een venster op de derde etage werd geduwd, droegen bij aan zijn vroege dood in 1990.

## Overlijden
Sammy Lawhorn overleed in april 1990 op 54-jarige leeftijd .

## Discografie

### Albums met Muddy Waters
- 1964: Folk Singer
- 1965: Real Folk Blues
- 1967: Brass and the Blues
- 1970: Back in the Good Old Days
- 1970: Goin' Home: Live in Paris 1970
- 1970: They Call Me Muddy Waters
- 1970: Vintage Mud
- 1971: Dust My Broom
- 1971: London Muddy Waters Sessions
- 1971: Muddy Waters Live (At Mr. Kellys)
- 1972: Muddy Waters Live

### Albums met andere artiesten (selectie)
- 1979: Mojo Buford's Blues Summit – Mojo Buford
- 1979: Swinging the Blues – Little Willie Anderson
- 1980: My Soul Is Blue – Johnny Dollar
- 1980: Spoon's Life – Jimmy Witherspoon
- 1981: From the Heart of a Woman – Koko Taylor
- 1987: Take Me Back – James Cotton
- 1976: Sinner's Prayer – Billy Boy Arnold
- 1976: Vacation from the Blues – Eddie Boyd
- 1978: Earthshaker – Koko Taylor

- Bibliothèque nationale de France: cb13896415d (data)
- Gemeinsame Normdatei: 134809483
- International Standard Name Identifier: 0000 0000 5515 1130
- Library of Congress Control Number: n87119491
- MusicBrainz: 84c2dcf4-b388-4b82-8b5c-f0830b3e5ab9
- SNAC: w6n89q7q
- Système universitaire de documentation: 16177721X
- Virtual International Authority File: 74038070
- WorldCat: E39PBJdRy6dRvCYhTTcVR7QjG3